# Estanque de Pando
Estanque de Pando és un nucli de població de l'Uruguai ubicat al sud del departament de Canelones. Administrativament, és un suburbi septentrional de la ciutat de Pando. Es troba sobre la ruta 75, dos quilòmetres al nord del centre urbà, entre els suburbis de San Bernardo – Viejo Molino i Jardines de Pando.

## Població
Segons les dades del cens de l'any 2004, Estanque de Pando tenia 641 habitants.
| Any  | Població |
| ---- | -------- |
| 1985 | 296      |
| 1996 | 365      |
| 2004 | 641      |
| 2011 | 770      |

Font: Institut Nacional d'Estadística de l'Uruguai